# التراث الثقافي الأوكراني خلال الغزو الروسي 2022

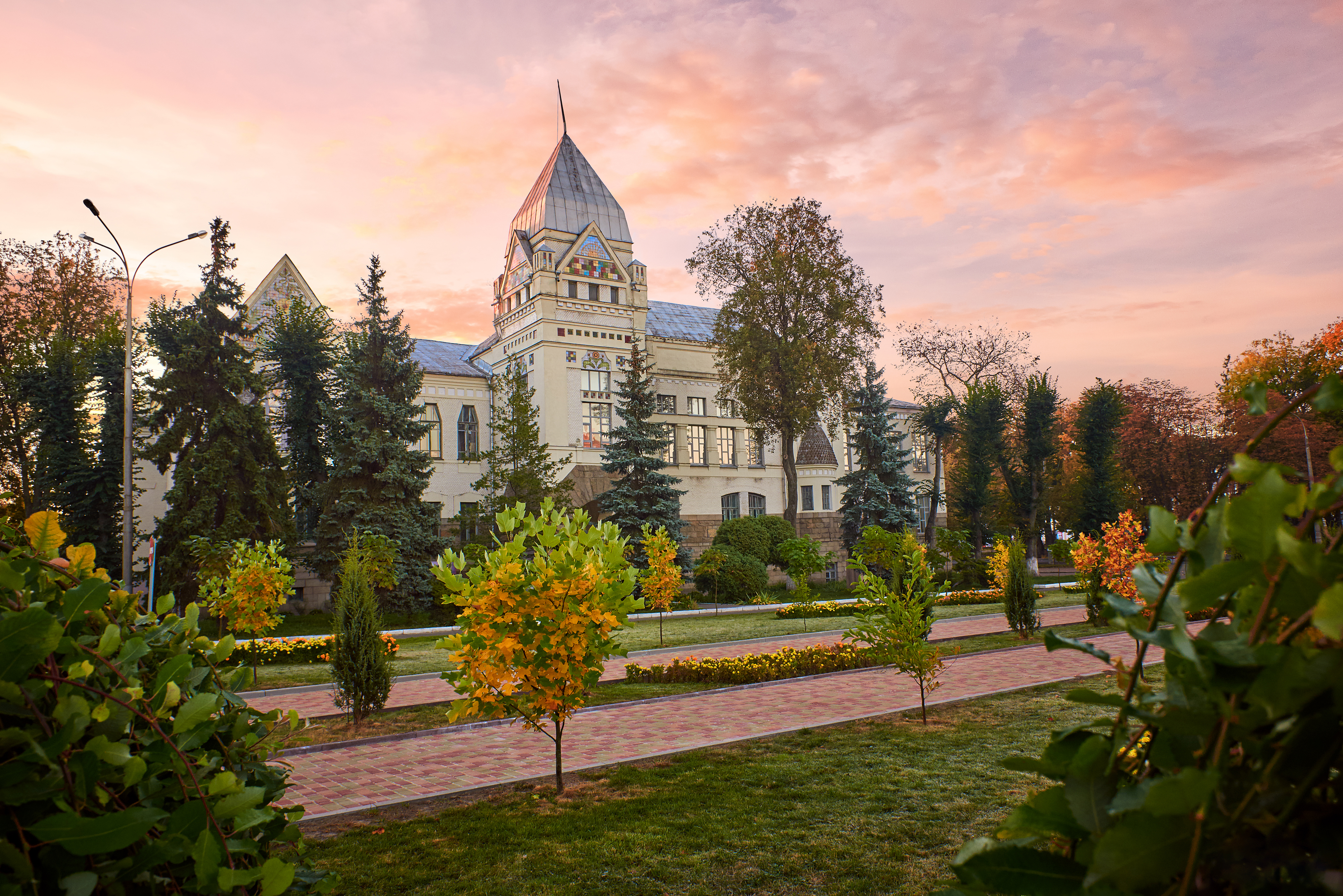
المكتبة العامة في تشرنيغوف قبل الحصار.

بدأت روسيا عملية الغزو على أوكرانيا في 24 فبراير عام 2022، في تصعيد كبير للحرب الروسية الأوكرانية التي بدأت في عام 2014. يعد أكبر هجوم عسكري في أوروبا منذ الحرب العالمية الثانية. أثناء القتال، دُمرت العديد من قطع التراث الثقافي الأوكراني أو أُتلفت أو تعرضت للخطر بسبب الدمار واسع النطاق في جميع أنحاء البلاد. يعتبر هذا التدمير والنهب المتعمدين لأكثر من 500 موقع من مواقع التراث الثقافي الأوكراني جريمة حرب وقد وصفه وزير الثقافة الأوكراني بأنه إبادة ثقافية.

## الحماية القانونية
تتمتع الممتلكات الثقافية بحماية خاصة بموجب القانون الدولي الإنساني. بحسب البروتوكول الأول لاتفاقية جنيف واتفاقية لاهاي لحماية الملكية الثقافية في حالة النزاع المسلح (كلاهما ملزِم لأوكرانيا وروسيا)، يحظر على الدول الأطراف استخدام المعالم التاريخية لدعم المجهود العسكري وجعلها هدفًا لأعمال العداء أو الانتقام. يسمح البروتوكول الثاني لاتفاقية لاهاي بالهجمات على الممتلكات الثقافية فقط في حالة «الضرورة العسكرية الملحة» عندما لا يكون هناك بديل عملي. ترقى الهجمات على التراث الثقافي إلى مستوى جرائم الحرب ويمكن مقاضاتها أمام المحكمة الجنائية الدولية.

## مواقع بارزة
هناك سبعة مواقع تراثية عالمية تابعة لمنظمة الأمم المتحدة للتربية والعلم والثقافة (اليونسكو) في أوكرانيا، والتي تشمل كاتدرائية القديسة صوفيا في كييف ودير كييف بيشيرسك لافرا وحي كامل من مدينة لفيف. توجد مواقع أخرى في خاركيف وميكولايف وتشرنيغوف كانت قيد النظر لتُضاف إلى قائمة مواقع التراث العالمي ولكنها لم تُضاف قبل الغزو.
في أواخر أبريل عام 2022، أفيد أن أوكرانيا سجلت حطام سفينة الطراد الروسي موسكفا كموقع «تراث ثقافي مغمور بالمياه».

## جهود الحفظ

### محليًا
عمل مدير المتحف الوطني لتاريخ أوكرانيا في كييف، فيدير أندروشوك، مع اثنين من زملائه للحفاظ على المتحف وحراسته من الهجوم والنهب المحتملين. أفاد أندروشوك أيضًا أن أربعة متاحف أخرى في فينيتسا وجيتومير وسومي وتشرنيغوف تمكنت من إزالة وتخزين وحماية معارضها الرئيسية في متحف في فينيتسا كان يُستخدم مسكنًا للمشردين. أنشأت مجموعة من الفنانين من منظمة أسورتيمينتا كيمناتا التي يوجد مقرها في مركز الفن المعاصر في إيفانو-فرانكيفسك، العديد من المستودعات وعملت مع صالات العرض في كييف وماريوبول وأوديسا وزاباروجيا وأماكن أخرى لإخلاء هذه المعارض والحفاظ عليها.

### دوليًا
بعد وقت قصير من الغزو، أعلنت اليونسكو أنها تعمل على وضع علامة على أي معالم ومواقع تاريخية رئيسية محتملة في جميع أنحاء البلاد بشعار اتفاقية لاهاي لعام 1954، وهو الرمز المعترف به دوليًا لحماية التراث الثقافي في النزاع المسلح. ستعمل المنظمة أيضًا مع مديري المتاحف في البلاد لتنسيق جهود الحفظ لحماية القطع ورصد أي ضرر يلحق بالمواقع الثقافية من خلال التصوير بالأقمار الصناعية. بعد وقت قصير من الغزو، بدأ المسؤولون في المجلس الدولي للمتاحف العمل مع المسؤولين الأوكرانيين لتجميع قائمة حمراء لممتلكات ثقافية أوكرانية معرضة للخطر لتوثيق القطع الأثرية والقطع التي قد تعترض قوات إنفاذ القانون إذا نُقلت بشكل غير قانوني عبر الحدود الوطنية.
قدمت المؤسسات الثقافية في بولندا المساعدة، من خلال لجنة مساعدة المتاحف في أوكرانيا التي أُنشئت بعد وقت قصير من الغزو. قدمت اللجنة الدعم لجميع المتاحف والمؤسسات الثقافية في أوكرانيا لدعم وحماية مجموعاتها من القطع الأثرية بالإضافة إلى التوثيق والرقمنة وجرد المجموعات. استمرت المساعدات من المؤسسات الأخرى طوال الحرب. في مايو عام 2022، كلفت وزارة الثقافة التشيكية المتحف الوطني في براغ بإرسال مواد تغليف مثل الفقاعات الهوائية ورغوة متعدد الإيثيلين بالإضافة إلى معدات السلامة مثل مطفآت الحرائق وألواح الصفائح الرقيقة الموجهة لعزل النوافذ.
في مارس من عام 2022، بدأت محاولة لدعم البيانات والتقنيات ضمن المؤسسات الثقافية الأوكرانية المعرضة للخطر والحفاظ عليها ضمن مبادرة حفظ التراث الثقافي الأوكراني على الإنترنت.

#### المعارض
استضاف المركز الثقافي الأوكراني في شرق هوليوود، لوس أنجلوس، ولاية كاليفورنيا حملة لجمع التبرعات للفنون سلطت الضوء على أعمال الفنانين الأوكرانيين في لوس أنجلوس في معرض فني ومزاد صامت بالإضافة إلى حفل موسيقي تضمن أعمال الراحل ميروسلاف سكوريك. صرح المنظمون أنه سيتم التبرع بجميع العائدات للمساعدات الإنسانية في أوكرانيا، ويأملون أن ينتقل التراث الثقافي واللغة إلى جيل آخر. التزم آخرون من اللاجئين والمهاجرين بالعادات والملابس التقليدية خلال العطلات خارج أوكرانيا لإظهار دعمهم ومقاومتهم للغزو.
خلال معرض الأثاث في ميلانو في يونيو عام 2022، سلطت المصممتان الأوكرانيتان فيكتوريا ياكوشا وكاترينا سوكولوفا الضوء على التراث الثقافي والرموز الأوكرانية بقطعهما. صرحت سوكولوفا أن قطعها صُممت في محاولة لتجنب «محو التصميم الأوكراني من خريطة العالم» بينما تدعي ياكوشا أن مهمتها هي «إظهار إبداع وجمال الثقافة الأوكرانية للعالم، وبذلك، تأكيد الهوية».

## الأضرار
في 7 نوفمبر، أبلغت اليونسكو عن أضرار كاملة أو جزئية لما لا يقل عن 213 منشأة: 92 موقعًا دينيًا و16 متحفًا و77 مبنىً ذا أهمية تاريخية و(أو) فنية و18 معلمًا و10 مكتبات. تشمل هذه القائمة الحالات المعروفة فقط من عدة مصادر موثوقة. أبلغت وزارة الثقافة الأوكرانية حتى 11 أغسطس عن 464 حالة تلف أو تدمير للمنشآت الثقافية، بما في ذلك 162 مبنىً دينيًا و70 مركزًا فنيًا، بما في ذلك المراكز الثقافية والمسارح ودور السينما؛ و51 نصبًا تذكاريًا وعملًا فنيًا؛ و44 مكتبة؛ و34 متحفًا ومحميةً. تعتبر 21 منها نصب تذكارية ذات أهمية وطنية. دُمرت نحو 100 قطعة بالكامل أو شبه بالكامل. وجد مختبر مراقبة التراث الثقافي في متحف فيرجينيا للتاريخ الطبيعي دليلًا على تضرر 458 موقعًا ثقافيًا اعتبارًا من 10 يونيو عام 2022.

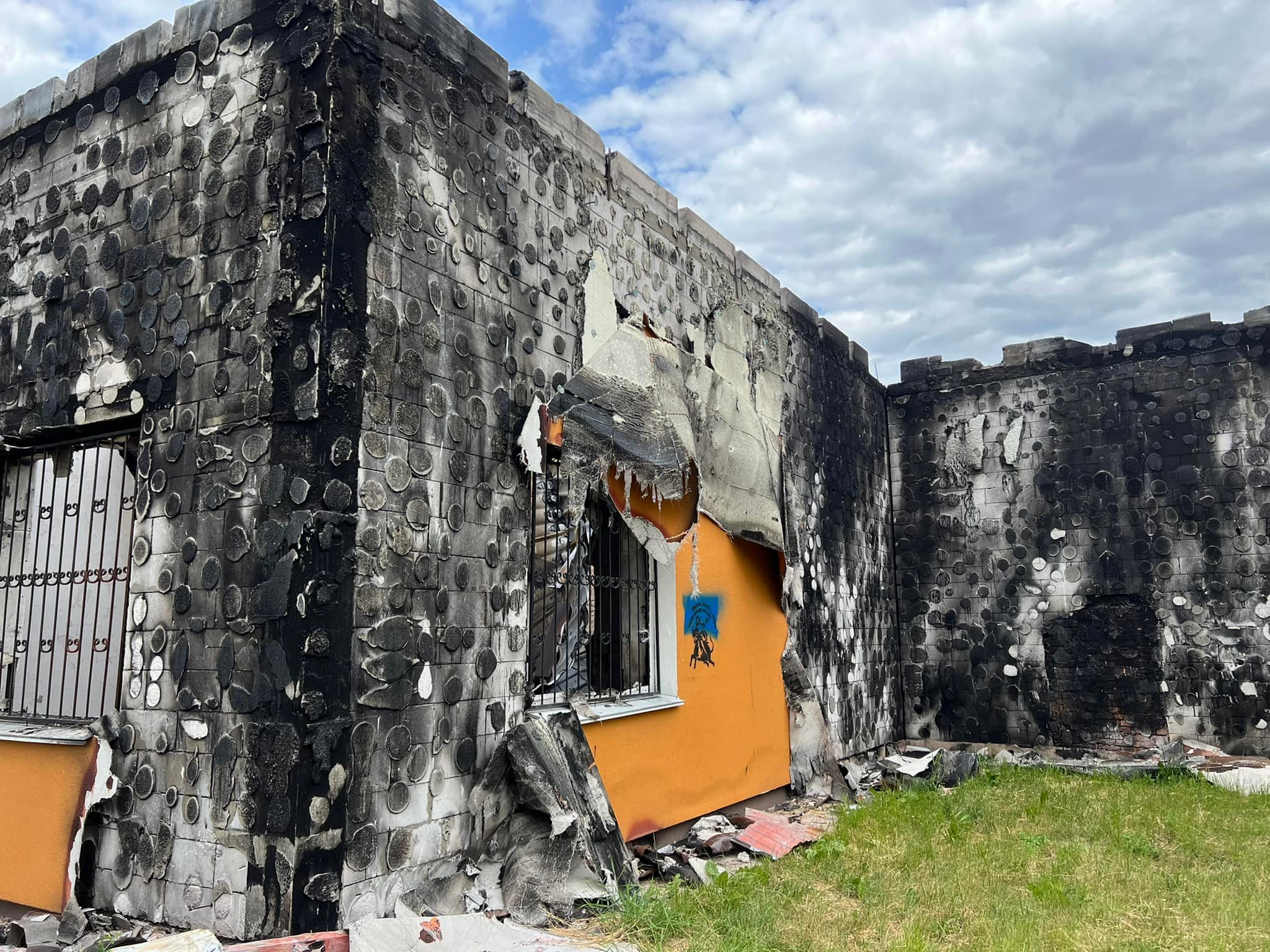
أنقاض متحف إيفانكيف.

في 25 فبراير عام 2022، أُحرق متحف إيفانكيف التاريخي للتاريخ المحلي على بعد نحو خمسين ميلًا من العاصمة وسقط أرضًا بعد القصف الروسي. احتوى المتحف على أعمال فنية شعبية، بما في ذلك لوحات ماريا بريماتشينكو وأعمال هانا فيريس في المنسوجات. تم إنقاذ بعض اللوحات والأشياء الأخرى من المبنى المحترق من قبل السكان المحليين. يبقى عدد الأعمال الفنية التي صممتها بريماتشينكو وفريز وغيرهما من الفنانين والتي تعرضت للتدمير أو التلف غير معروف حتى الآن.
تضرر مركز بابين يار لإحياء ذكرى ضحايا الهولوكوست، الذي كان قيد الإنشاء، في 1 مارس عام 2022. تعرض مبنى المتحف في المركز لأضرار هيكلية ووقعت أضرار في المقبرة المجاورة. لم تتضرر بعض العناصر في الموقع، بما في ذلك كنيس النصب التذكاري ومنحوتة الشمعدان. تعرضت دار الأوبرا الصغرى في كييف لأضرار في 15 مارس.

## التراث الثقافي على الإنترنت
يعمل المتطوعون دوليًا على أرشفة المحتوى الرقمي للتراث الثقافي الأوكراني المعرض لخطر الدمار بسبب الغزو الروسي عام 2022. يدعم أرشيف الإنترنت العديد من جهود الحفظ، بما في ذلك مبادرة حفظ التراث الثقافي الأوكراني عبر الإنترنت، التي بدأت في 1 مارس عام 2022.